# Valpelline (comune)
Valpelline (fr. AFI: [valpəlin]  - Valpeleunna in patois valdostano, localmente Vapeleunna) è un comune italiano sparso di 576 abitanti della Valle d'Aosta.

## Geografia fisica

### Territorio
Il comune di Valpelline occupa la parte medio-alta della valle omonima, a nord di Aosta.
- Classificazione sismica: zona 4 (sismicità molto bassa)[6]

### Clima
In inverno le temperature sono particolarmente rigide. La Valpelline è conosciuta localmente come Combe Froide (in francese) o Coumba fréda (in patois), cioè "valle fredda".

## Storia
La baronia di Quart, Valpelline e Oyace fu tra le più importanti del Ducato di Savoia: apparteneva ai potenti signori De Porta Sancti Ursi (in francese, de la Porte Saint-Ours).
Valpelline fu sede cantonale all'interno dell'arrondissement d'Aoste dal 1802 al 1814.
In epoca fascista il toponimo fu cambiato in Valpellina (già in uso in alcune cartine di inizio secolo) e rimase in uso dal 1939 al 1946.

### Simboli
Lo stemma e il gonfalone sono stati concessi con decreto del presidente della Giunta regionale  del 10 gennaio 2000.
L'orso passante sotto la porta di città, stilizzazione della Porta Prætoria di Aosta, è il blasone dei nobili de la Porte Saint-Ours (De Porta Sancti Ursi in latino volgare), divenuti alla fine del XII secolo signori di Quart e di tutta la valle del Buthier. La torre è tratta dallo stemma della famiglia Ansermin. Il sole rosso in campo d'oro è lo stemma dei nobili Des Prés (de Pratis, de la Tour-des-Prés), documentati a Valpelline alla fine del XIII secolo.
Il gonfalone è un drappo partito di rosso e d'argento.

## Monumenti e luoghi d'interesse
A nord della chiesa parrocchiale si trovano la casaforte La Tour de Valpelline, di origine medievale ma oggi di aspetto settecentesco, e la Tornalla, un edificio caratterizzato da una torre circolare contenente una scala a chiocciola, di recente interessata da un restauro "sciagurato", secondo André Zanotto.
Vicino alle scuole è presente La prebenda, abitazione del prebendario risalente al 1744.
Poco distante dal paese si notano i resti della fonderia di Valpelline, che tra Settecento e Ottocento lavorava il minerale proveniente dalla miniera di rame della vallata, di proprietà dei Perrone di San Martino, così come poi fece la fonderia nei pressi del Castello di Quart. Archeologia industriale è ridotta a rudere, la fonderia non è ancora stata recuperata.
Passeggiando lungo il ru Pompillard, canale irriguo risalente al 1409 e non ancora valorizzato turisticamente, si possono ancora incontrare tratti scalpellati nella roccia risalenti all'epoca medievale.
Il lago di Arpisson, ai piedi della Becca di Viou, si trova nel Vallone di Foillou.

## Società

### Evoluzione demografica
Abitanti censiti

### Lingue e dialetti
Come nel resto della regione, anche in questo comune è diffuso il patois valdostano.

## Cultura

### Biblioteche

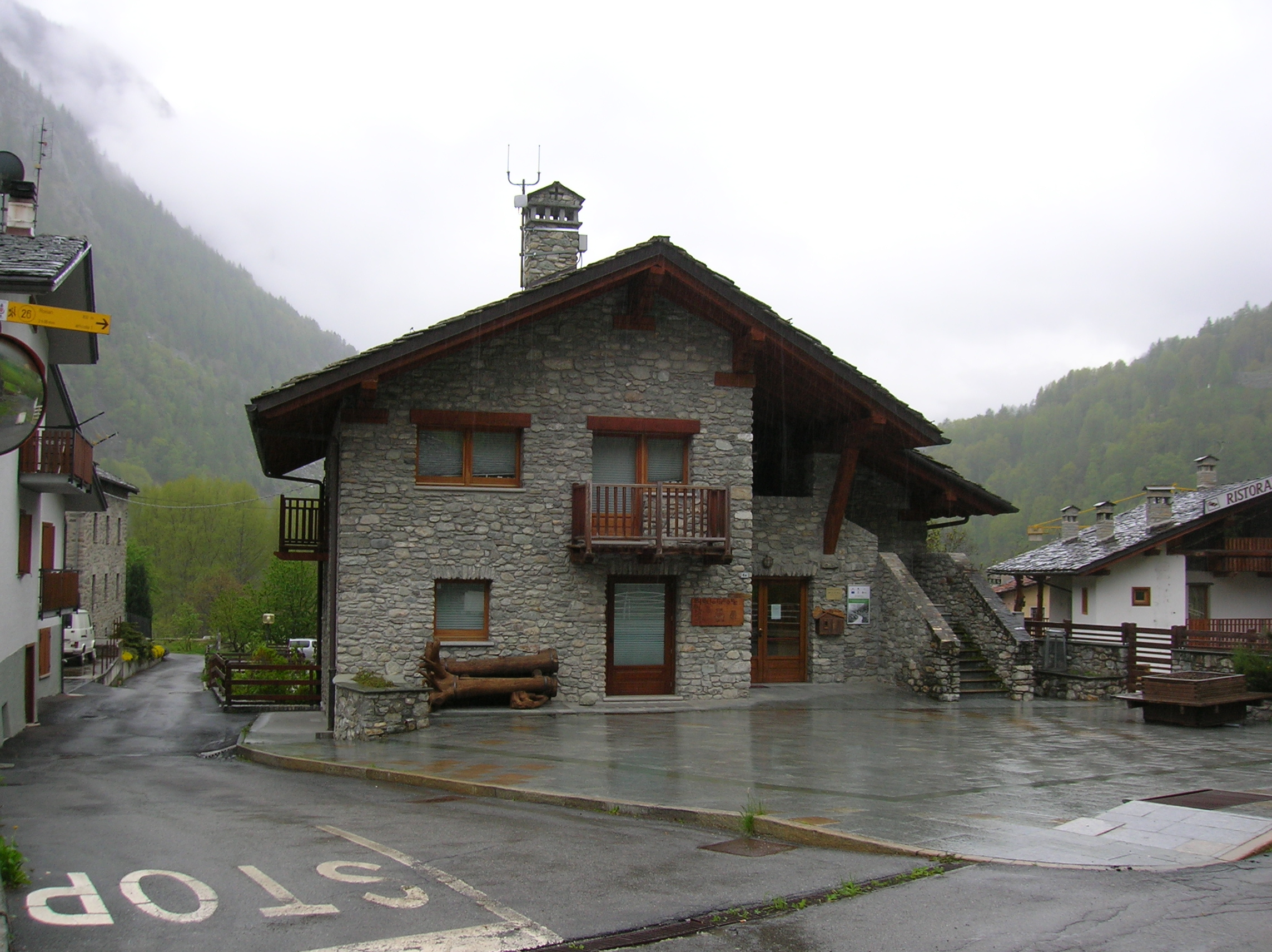
La biblioteca comunale

In frazione Capoluogo 6A è presente la biblioteca comunale.

### Musei
- Museo della fontina e centro visitatori
- Museo della resistenza
- Salone dell'alpinismo

### Eventi
- La Sagra della seupa à la vapelenentse, la seconda metà di luglio[16], che celebra il piatto tipico di Valpelline a cui è stato riconosciuto il marchio De.C.O nel 2007.[17]
- La Féa de Vapeleunna (che significa "fiera di Valpelline" in patois valpellinois), a ottobre, tradizionale fiera del bestiame.

#### Carnevale della "Combe Froide"
A carnevale è di grande interesse la sfilata delle landzette, le maschere tradizionali della Combe Froide ispirate alla divisa delle truppe napoleoniche, che seminarono il terrore al loro passaggio nel maggio del 1800. Per esorcizzare questo evento, la popolazione della Combe Froide, della zona della Valpelline e della Valle del Gran San Bernardo ha elaborato nei secoli una coloratissima parodia delle divise militari dell'epoca. Il giorno del carnevale tutti i comuni delle due vallate vengono percorsi in maniera estremamente chiassosa e festosa.

## Economia
Come in molti comuni valdostani, anche nel comune di Valpelline si produce energia idroelettrica. La centrale idroelettrica di Valpelline, in gestione alla CVA, sfrutta le acque del torrente Buthier e dei suoi affluenti.
Nelle ex miniere di rame, in frazione Frissonière, si trova il centro visitatori Fontina con il magazzino di stagionatura.

## Amministrazione
Fa parte dell'Unité des Communes valdôtaines Grand-Combin.
Di seguito è presentata una tabella relativa alle amministrazioni che si sono succedute.
| Periodo           | Periodo           | Primo cittadino    | Partito                               | Carica  | Note   |
| ----------------- | ----------------- | ------------------ | ------------------------------------- | ------- | ------ |
| 15 gennaio 1988   | 30 maggio 1990    | Aldo Chenal        | Autonomistes Démocrates Progressistes | Sindaco | [ 20 ] |
| 30 maggio 1990    | 29 maggio 1995    | Aldo Chenal        | Autonomistes Démocrates Progressistes | Sindaco | [ 20 ] |
| 29 maggio 1995    | 8 maggio 2000     | Aldo Chenal        | -                                     | Sindaco | [ 20 ] |
| 8 maggio 2000     | 9 maggio 2005     | Aldo Chenal        | lista civica                          | Sindaco | [ 20 ] |
| 9 maggio 2005     | 24 maggio 2010    | Claudio Restano    | lista civica                          | Sindaco | [ 20 ] |
| 24 maggio 2010    | 29 giugno 2013    | Claudio Restano    | lista civica                          | Sindaco | [ 20 ] |
| 29 giugno 2013    | 11 maggio 2015    | Ermanno Riva Rivot |                                       | Sindaco | [ 20 ] |
| 22 maggio 2015    | 20 settembre 2020 | Maurizio Lanivi    |                                       | Sindaco | [ 20 ] |
| 20 settembre 2020 | in carica         | Maurizio Lanivi    |                                       | Sindaco | [ 20 ] |

## Sport
A Valpelline si gioca a fiolet e a rebatta, caratteristici sport tradizionali valdostani.
Lungo la valle vengono organizzate alcune escursioni someggiate con tappa a Valpelline.

### Pallavolo
A Valpelline ha sede l'ASD Volley Grand Combin, società nata nel 2007. La sua formazione femminile ha ottenuto al termine della stagione 2023/24 la prima promozione in Serie D. Gioca le partite casalinghe presso la palestra del centro Sportivo di Gignod, a Variney.

## Galleria d'immagini

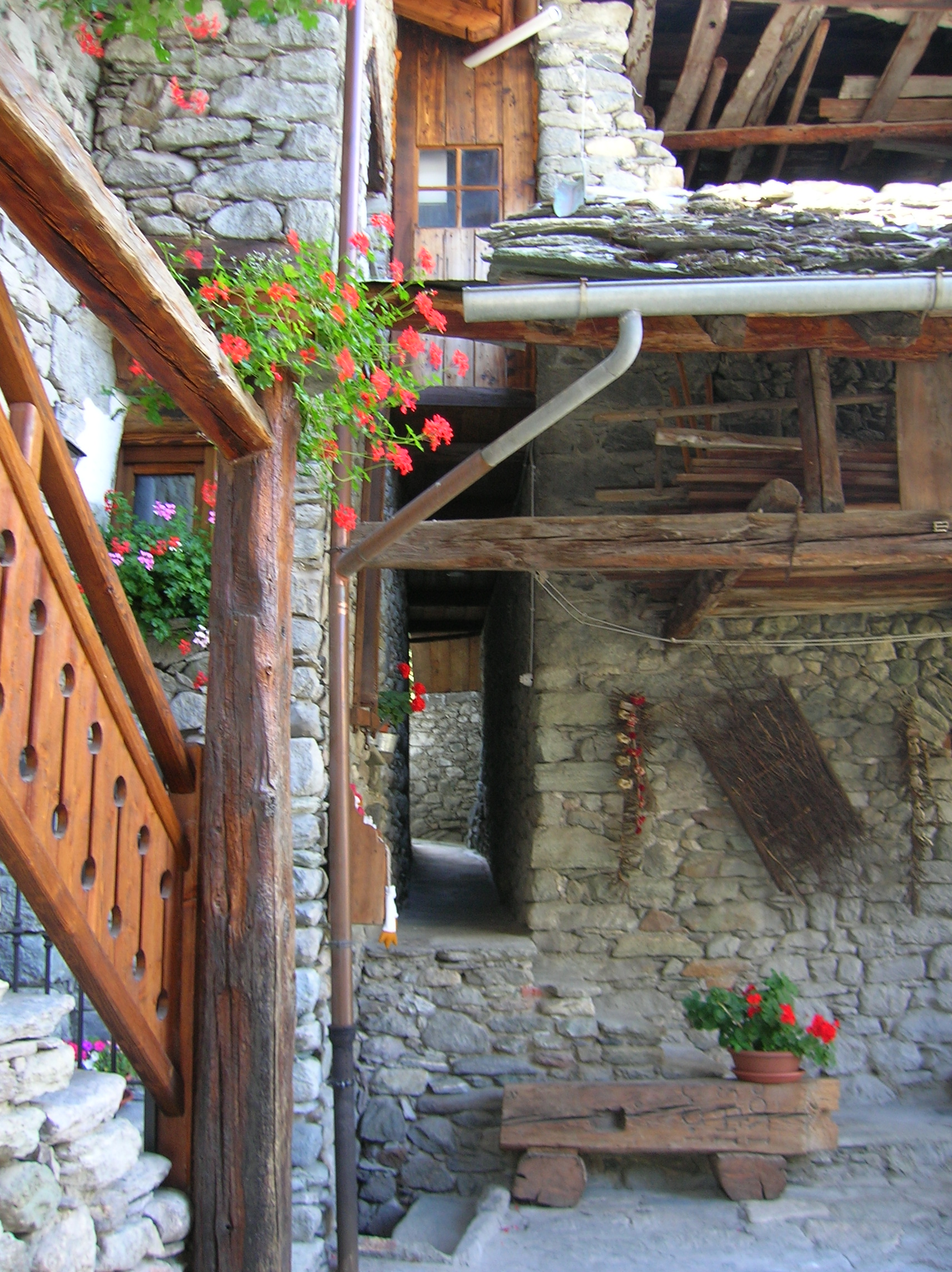
Uno scorcio del paese.
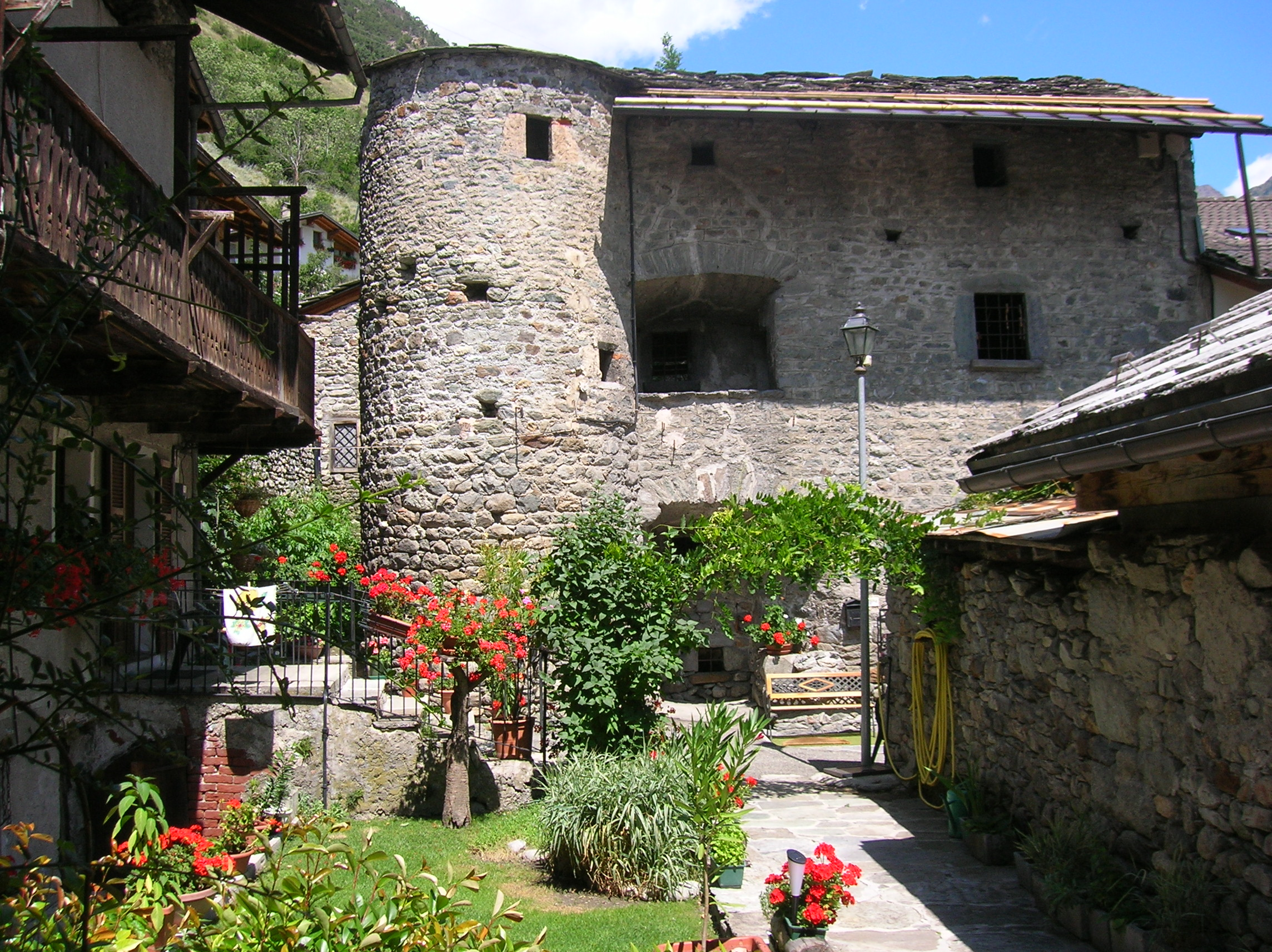
La Tornalla.
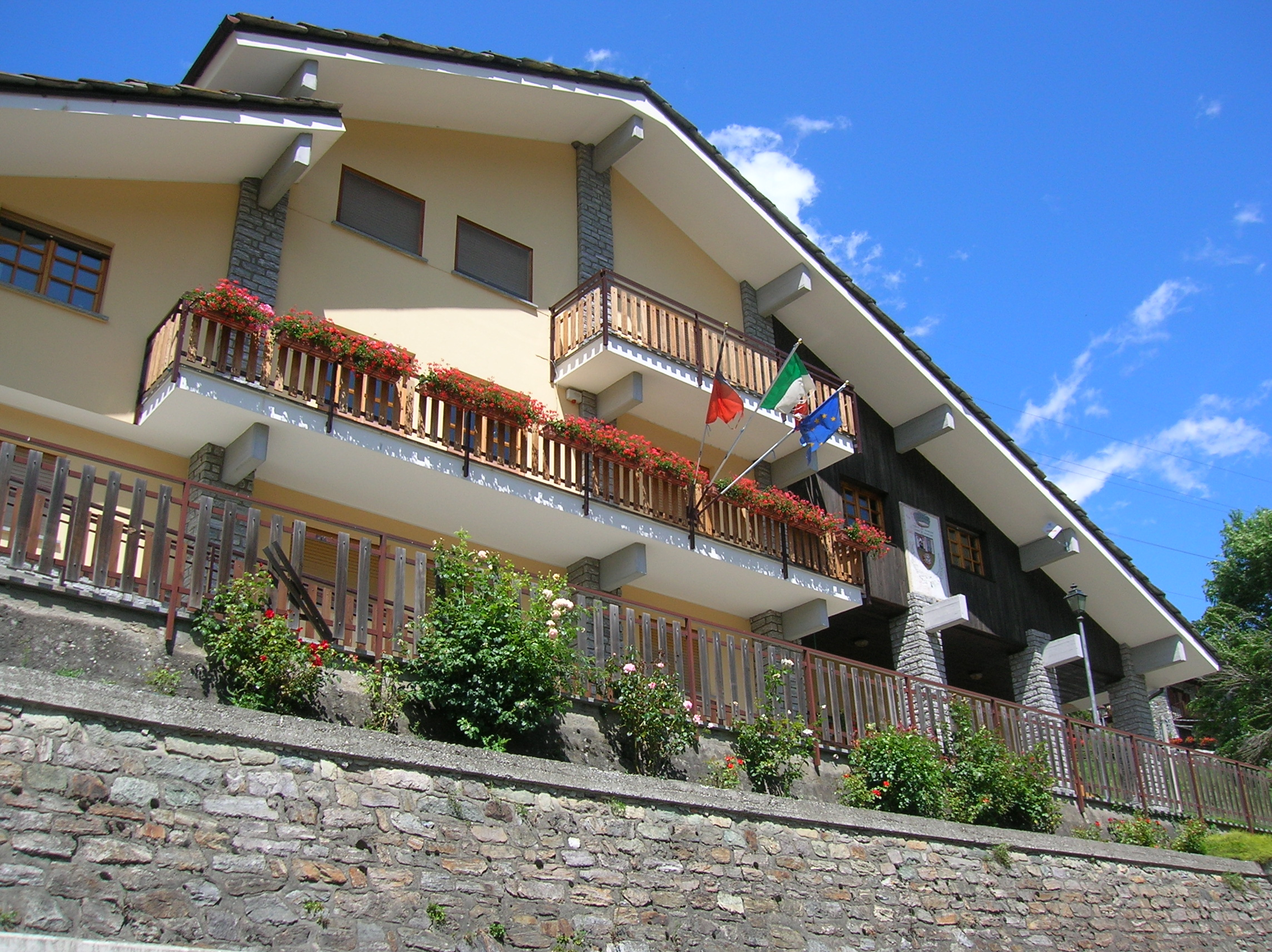
Il municipio.
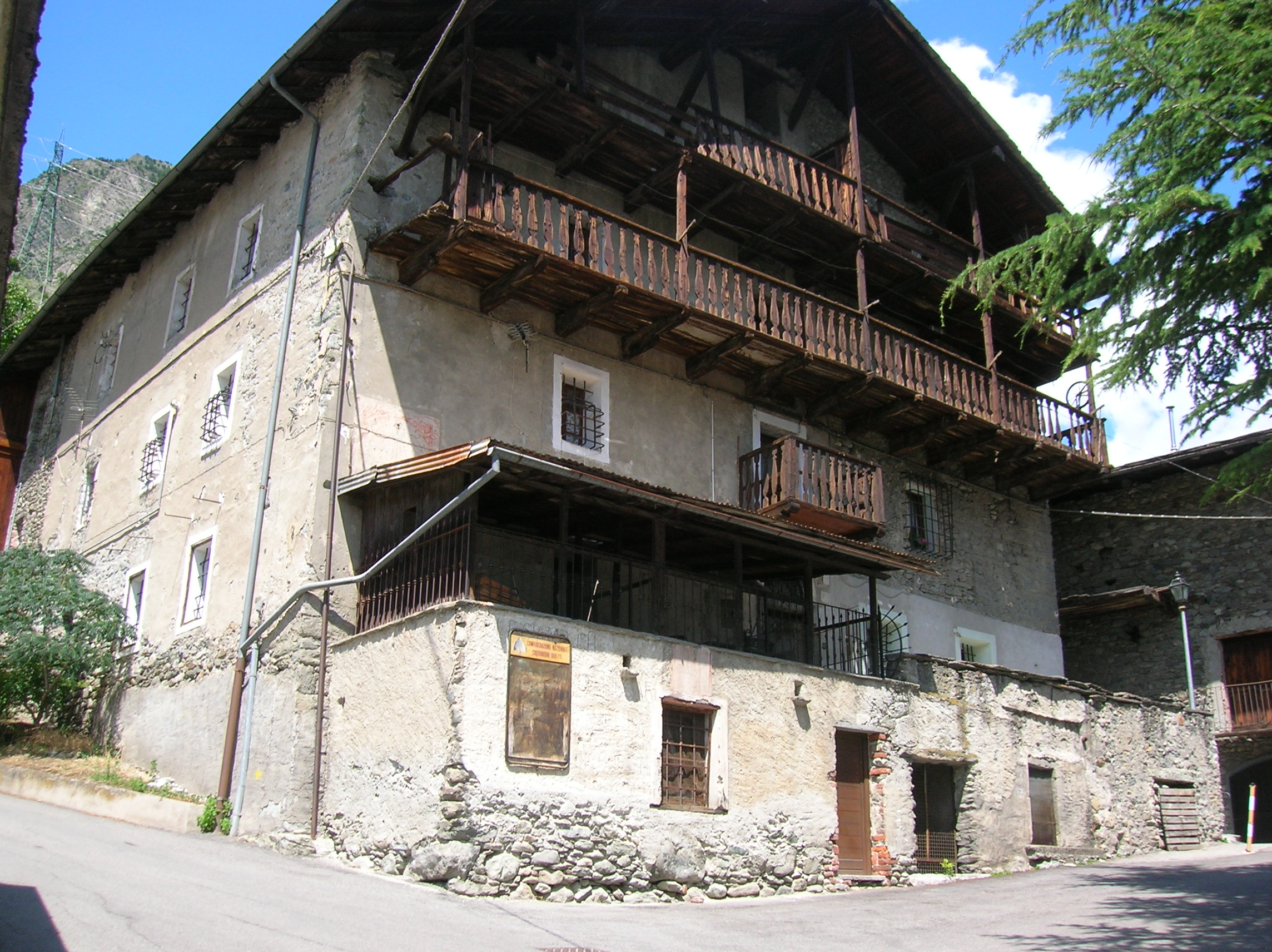
Casaforte La Tour de Valpelline.
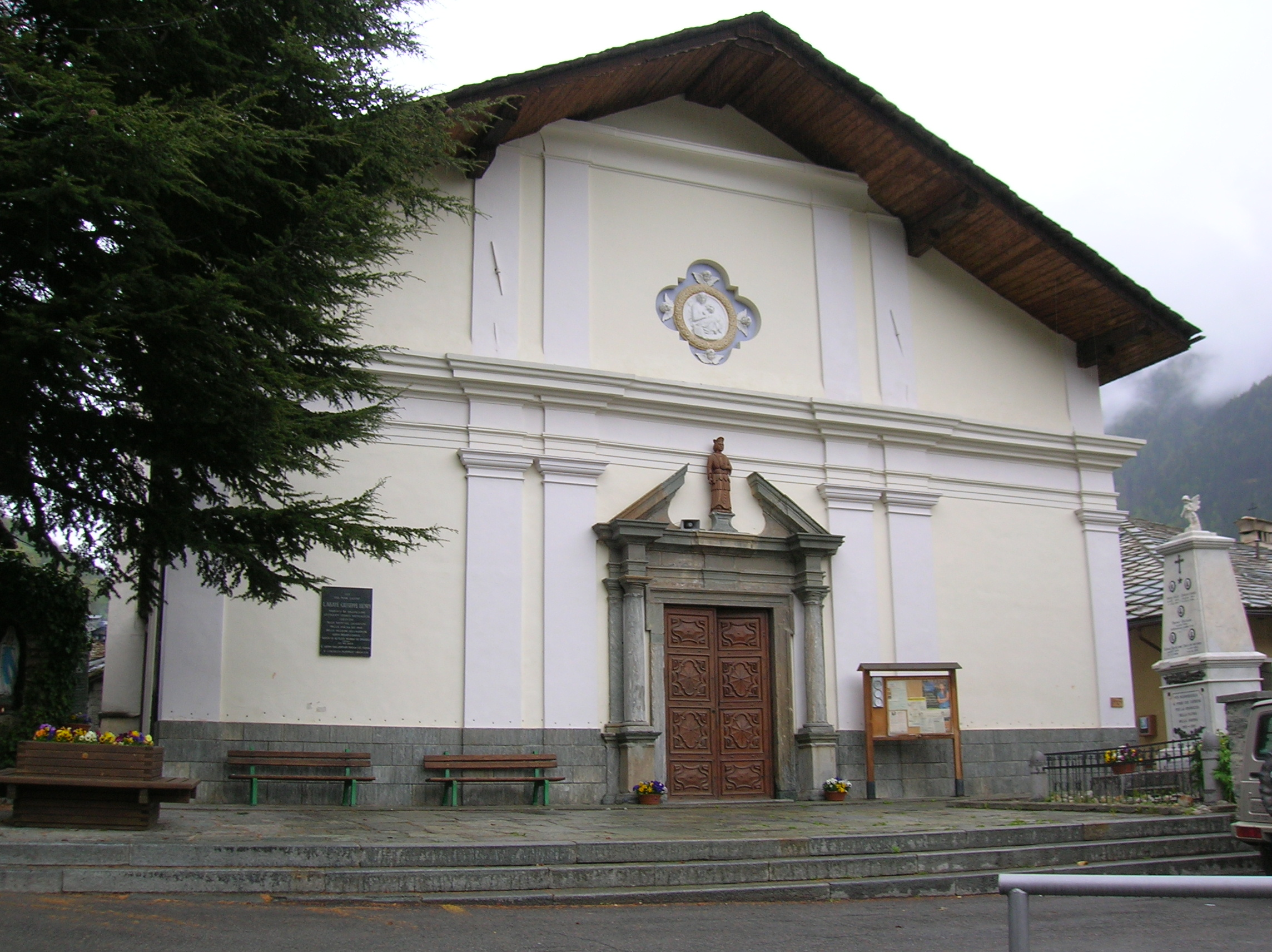
Facciata della chiesa parrocchiale di San Pantaleone.
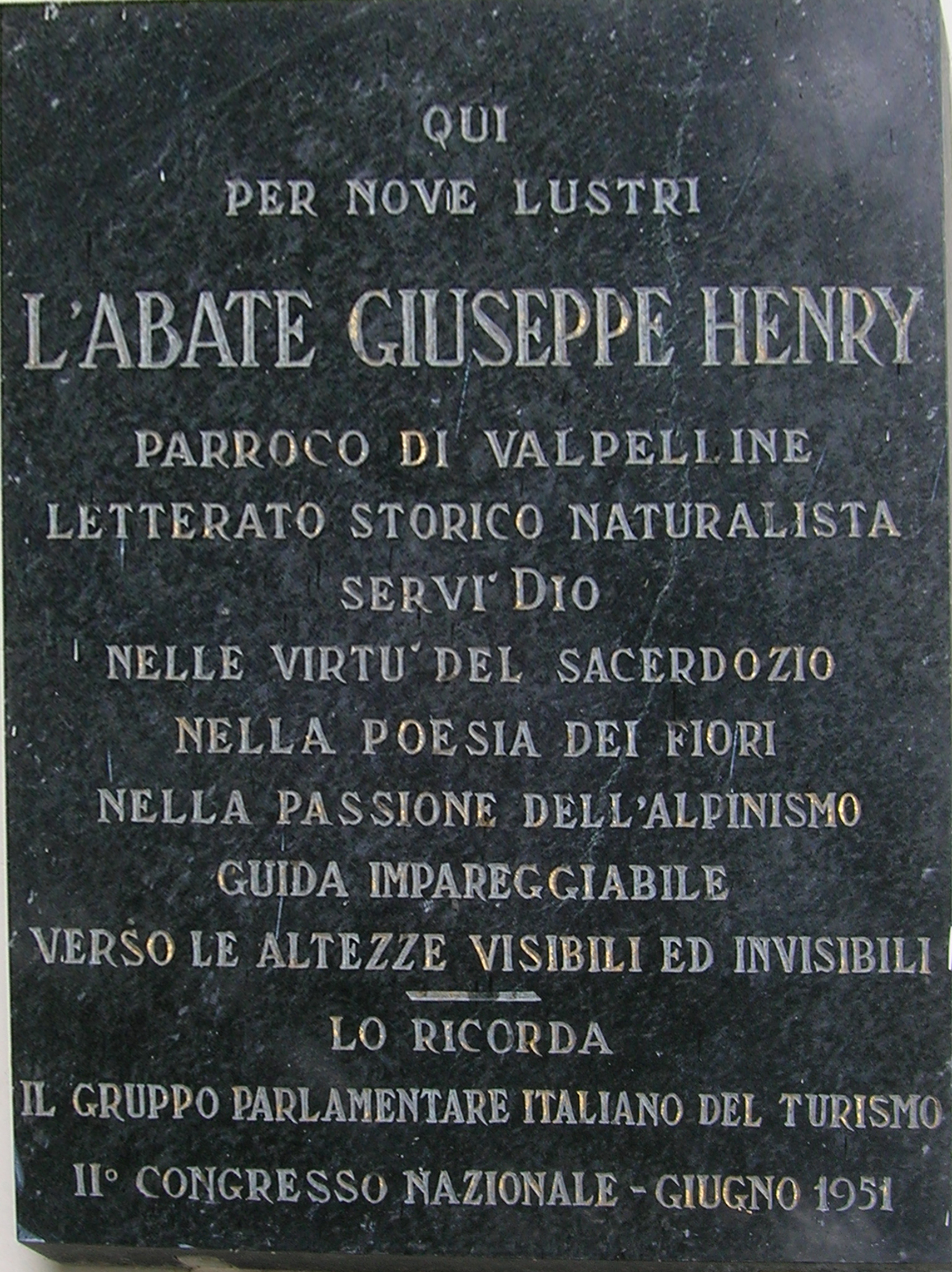
Lapide commemorativa dedicata a Joseph-Marie Henry, sulla chiesa parrocchiale.